# Чепелеуць
Чепелеуць (рум. Cepeleuți) — село в Єдинецькому районі Молдови. Утворює окрему комуну. Адміністративний центр однойменної комуни, до складу якої також входять села Рингач та Ванчікеуць. Раніше село входило до Бричанської волості Хотинського повіту.